# Хэйс, Кибрайан
Кибрайан Коби Хэйс (англ. Ke’Bryan Kobe Hayes, 28 января 1997, Томболл, Техас) — американский бейсболист, игрок третьей базы клуба Главной лиги бейсбола «Питтсбург Пайрэтс». Сын победителя Мировой серии 1996 года в составе «Нью-Йорк Янкис» Чарли Хэйса.

## Карьера
Кибрайан Хэйс родился 28 января 1997 года в городе Томболл в штате Техас. Его отец Чарли также был профессиональным бейсболистом, выиграл Мировую серию 1996 года в составе «Нью-Йорк Янкис». В 2015 году Кибрайан окончил лютеранскую старшую школу Конкордия и был выбран на драфте Главной лиги бейсбола клубом «Питтсбург Пайрэтс» под общим 32 номером.
С 2015 года Хэйс выступал за фарм-клубы системы «Пайрэтс». Трижды подряд, с 2017 по 2019 год, он признавался лучшим по действиям в защите игроком третьей базы в младших лигах. В 2019 году он провёл 110 игр за команду ААА-лиги «Индианаполис Индианс», отбивая с показателем 26,5 % и набрав 53 RBI. На момент завершения сезона Кибрайан занимал второе место в рейтинге проспектов «Питтсбурга» по версии официального сайта лиги. В ноябре 2019 года он был включён в расширенный состав клуба.
За основной состав «Пайрэтс» Хэйс дебютировал 1 сентября 2020 года, пропустив начало сезона после положительного результата теста на COVID-19. В сентябре он принял участие в 24 матчах команды, отбивая с показателем 37,6 %, выбил семь даблов, пять хоум-ранов и набрал одиннадцать RBI. По итогам месяца Кибрайан был признан лучшим новичком Национальной лиги.